# کفر شلایا
کفر شلایا (به عربی: کفر شلایا) یک روستا در سوریه است که در ناحیه مرکزی اریحا واقع شده‌است. کفر شلایا ۱٬۴۵۹ نفر جمعیت دارد.